# Javier Perez-Capdevila
Javier Perez-Capdevila (nascido em 7 de fevereiro de 1963) é um cientista, matemático e professor cubano, conhecido pela introdução da operação misturas mistas de Conjuntos difusos, entre outras contribuições teóricas para a matemática fuzzy, bem como por introduzir um conceito de trabalho competências com um método para medi-las.

## Principais contribuições científicas
A partir do conceito de índice ou Coeficiente de adequação dado por Jaume Gil Aluja em 1996, muitos empates na adequação podem ocorrer. Para resolvê-lo, Pérez Capdevila introduziu os conceitos de excesso de peso na adaptação, coeficiente fuzzy para coeficientes de adequação iguais e coeficiente de desempate ajustado para coeficientes de adequação iguais, que ele define com precisão, para desempacotar em um número indefinido de casos com coeficientes de adequação iguais, arredondando assim apresentar uma teoria sobre a adequação dos candidatos para um perfil predefinido 
Construiu a operação de mistura de Conjuntos difusos, onde a partir de elementos de naturezas distintas novos elementos são obtidos com seus certos graus de pertencimento.    
No campo da Matemática aplicada ele obteve avanços importantes em relação à avaliação dos efeitos económicos e controlo dos invasora exóticas Espécie introduzida, e ele tem realizado importantes contribuições teóricas. Ele contribuiu para os conceitos de benefício individual de uma espécie exótica invasora, benefício coletivo de uma espécie exótica invasora, análise de custo-benefício a priori de uma espécie exótica invasora, análise de custo-benefício a posteriori de uma espécie exótica invasora, bem como um método para realizar essas análises. 
No campo organizacional, utilizando a mistura de Conjunto difuso e o método teórico de Análise e Síntese, estuda as definições cronológicas de competências, e fornece uma nova definição destas (Competência (organização)), o que facilita a sua mensuração. Com base nesse fato científico, Perez-Capdevila constrói um Algoritmo de trabalho para medir competências a partir da percepção humana e construir mapas (definindo-as), fornece uma classificação das pessoas com base nos elementos de suas competências, fornece um procedimento para correlacionar competências e salários, e constrói um simulador que vincula competências com produtividade e qualidade do trabalho.   
Ele criou um método para determinar a relação entre competências de trabalho e salários,  que avalia as perdas que podem ser geradas por falta de competências (sejam laborais ou profissionais). Da mesma forma, ele construiu um dispositivo de simulação para relacionar competências com produtividade do trabalho e qualidade do trabalho.
Critica a forma como a Análise SWOT (Forças, Oportunidades, Fraquezas e Ameaças) é realizada. De acordo com Perez-Capdevila, o uso de opções limitadas para avaliar os impactos, bem como a ponderação igual entre todos os Pontos Fortes, Oportunidades, Fraquezas ou Ameaças. Segundo ele, é um modelo que não se ajusta à realidade. Ele propôs um procedimento alternativo para realizar essa análise, onde aborda o problema da inconsistência que poderia ser gerada nos votos dos especialistas. 
Dirigiu o primeiro estudo de percepção de ciência e tecnologia realizado em Cuba, tendo como contexto a província de Guantánamo onde reside, e destacou-se como pesquisador no primeiro estudo de avaliação da Sustentabilidade em Cuba], em colaboração com várias universidades cubanas e espanholas.
Contribuiu com dois novos conceitos: potencial de retorno e potencial de imigração, cuja aplicação se destina ao processo de repovoamento das montanhas cubanas. 
É autor de diversos livros e artigos científicos entre os quais se destacam "A Idade do Conhecimento", "Definição, medição e mapas das competências laborais" e "Ciência e tecnologia na perspetiva popular". 

## Prêmios e distinções
- Prêmio Nacional da Academia Cubana de Ciências, que é o maior prêmio concedido pela Academia Cubana de Ciências a cientistas cubanos por resultados relevantes com impactos manifestos.
- Medalha (Distinção) Carlos Juan Finlay: É o maior reconhecimento científico concedido em Cuba. Este prêmio é conferido pelo Conselho de Estado da República de Cuba aos cidadãos cubanos e estrangeiros em reconhecimento aos méritos extraordinários por contribuições valiosas para o desenvolvimento das Ciências Naturais ou Sociais, para atividades científicas ou de pesquisa que tenham contribuído excepcionalmente para o progresso das ciências. e para o benefício da humanidade.
- Selo Comemorativo “Antonio Bachiller y Morales”: Prêmio máximo concedido pela Sociedade Cubana de Ciências da Informação por contribuições relevantes para a Gestão do Conhecimento, tanto no campo teórico quanto prático.
- Selo Honorário “Forjadores do Futuro”: Concedido pela Presidência Nacional das Brigadas Técnicas Juvenis de Cuba de forma excepcional a destacadas personalidades da ciência.
- Distinção Juan Tomás Roig, por mais de 30 anos de serviços, em reconhecimento aos méritos alcançados como trabalhador vinculado ao trabalho científico em vários ramos da economia e da vida social do país.
- Título honorário (acadêmico) de Professor da Fundação COMFENALCO da Colômbia.